# Giovanni Nepomuceno Glavina
Giovanni Nepomuceno Glavina (in croato Ivan Nepomuk Glavina, in sloveno Janez Nepomuk Glavina; Sant'Antonio in Bosco, 13 aprile 1828 – Trieste, 10 novembre 1899) è stato un arcivescovo cattolico sloveno.

## Biografia
Nacque il 13 aprile 1828 a Sant'Antonio in Bosco (già S. Antonio in Selva, Boršt in sloveno, odierna frazione di San Dorligo della Valle), in una famiglia di umili origini. Suo padre, Blaž Glavina, era fabbro e sagrestano, mentre sua madre, Marija Petaros, si dedicava alla casa. La sua formazione iniziò presso la scuola elementare di Povir e continuò al ginnasio a Pisino e Trieste. Successivamente, entrò nel seminario di Gorizia, dove proseguì gli studi teologici all'Augustineum di Vienna, conseguendo infine il dottorato.
Fu ordinato sacerdote il 17 agosto 1852 per mano del vescovo Bartolomeo Legat e celebrò la sua prima messa nella chiesa parrocchiale della sua terra natale. Dal 1852 al 1878 fu parroco a Trieste, dove assunse anche ruoli accademici come professore di teologia pastorale e diritto canonico. Fu consulente del consiglio diocesano, esaminatore prosinodale e presidente del tribunale ecclesiastico, diventando nel 1868 canonico onorario del capitolo di Trieste.
Nel 1878 l'imperatore Francesco Giuseppe I lo nominò vescovo di Parenzo e Pola; la conferma di papa Leone XIII giunse il 13 settembre 1878. Ricevette la consacrazione episcopale a Gorizia il successivo 6 ottobre, per mano dell'arcivescovo metropolita di Gorizia e Gradisca Andreas Gollmayr, con co-consacranti l'arcivescovo titolare di Colossi Antonio Maria Grasselli, il vescovo di Lubiana Janez Zlatoust Pogačar e il vescovo di Trieste e Capodistria Juraj Dobrila.
Sostituì proprio Juraj Dobrila come vescovo di Trieste e Capodistria nel 1882, rimanendo in carica fino al 1895. Durante il suo ministero si distinse per l'impegno nella formazione del clero, fondando un piccolo seminario per studenti italiani a Capodistria nel 1880 e un convitto per studenti croati e sloveni a Trieste nel 1883.
Proprio a Trieste le sue iniziative suscitarono l'opposizione dei nazionalisti italiani, che lo attaccarono sia nella stampa che in manifestazioni pubbliche. Subì insulti e aggressioni, atti che culminarono in un tentativo di attentato nel 1891, quando una bomba fu collocata nel cortile della sua residenza, ma fortunatamente non esplose.
A causa dei problemi di salute di cui soffriva, si recò a Karlovy Vary per cure, dove invitò giovani cechi a proseguire gli studi nei seminari di Trieste e Gorizia. Questo portò a un afflusso di sacerdoti cechi che contribuirono significativamente alla vita ecclesiastica in Istria, fino alla loro espulsione da parte delle autorità italiane nel 1918.
Dedicò particolare attenzione al rinnovamento delle cattedrali di Capodistria e Trieste e al ripristino del periodico diocesano Folium Dioecesanum, interrotto nel 1875. Inoltre fondò la Conferenza di San Vincenzo a Trieste per aiutare i bisognosi La sua carità e il suo zelo pastorale furono apprezzati da una comunità che spesso lo vedeva come un padre e un consigliere.
Nel 1895, a causa dei continui conflitti con le autorità e della sua salute in deterioramento, Glavina chiese a papa Leone XIII di essere sollevato dall'incarico. Il Papa accolse la sua richiesta, nominandolo vescovo titolare di Teodosiopoli di Arcadia dal 29 novembre 1895, quindi arcivescovo titolare di Pelusio dal 3 dicembre 1896. Negli ultimi anni della sua vita visse ritirato, guadagnandosi la stima dei suoi concittadini. Morì il 10 novembre 1899 a Trieste, ove fu sepolto nella chiesa conventuale di Sant'Apollinare Martire dei frati cappuccini, accanto alla tomba del vescovo Bartolomeo Legat.

## Genealogia episcopale
La genealogia episcopale è:
- Cardinale Scipione Rebiba
- Cardinale Giulio Antonio Santori
- Cardinale Girolamo Bernerio, O.P.
- Arcivescovo Galeazzo Sanvitale
- Cardinale Ludovico Ludovisi
- Cardinale Luigi Caetani
- Cardinale Ulderico Carpegna
- Cardinale Paluzzo Paluzzi Altieri degli Albertoni
- Cardinale Flavio Chigi
- Papa Clemente XII
- Cardinale Giovanni Antonio Guadagni, O.C.D.
- Cardinale Cristoforo Migazzi
- Vescovo Michael Léopold Brigido
- Arcivescovo Sigismund Anton von Hohenwart, S.I.
- Arcivescovo Augustin Johann Joseph Gruber
- Arcivescovo Joseph Walland
- Vescovo Anton Alojzij Wolf
- Arcivescovo Andreas Gollmayr
- Arcivescovo Giovanni Nepomuceno Glavina